# Pacul (Talang)
Pacul is een bestuurslaag in het regentschap Tegal van de provincie Midden-Java, Indonesië. Pacul telt 7648 inwoners (volkstelling 2010).